# Fanny Herrero
Fanny Herrero (* 5. Dezember 1974 in Toulon) ist eine französische Drehbuchautorin von Fernsehfilmen und Fernsehserien.

## Leben und Werk
Fanny Herrero ist die Tochter des Rugbyspielers und -trainers Daniel Herrero.
Sie studierte am Institut d’études politiques de Paris, wo sie 1998 ein Diplom im Bereich Kommunikation und Personalwesen erwarb. Außerdem studierte sie an der London School of Economics. Sie war Volleyballspielerin und Mitglied der französischen Junioren-Volleyballnationalmannschaft.
Von 2000 bis 2006 war Fanny Herrero als Schauspielerin am Theater tätig, bevor sie beschloss, sich dem Schreiben zu widmen. Sie schrieb ihr erstes Drehbuch für den französischen Fernsehfilm Fort comme un homme, der auf Arte ausgestrahlt wurde. Im Jahr 2007 war sie Mitbegründerin von SAS, einem Kollektiv von Drehbuchautoren, die unter anderem an den Fernsehserien Un Village Français – Überleben unter deutscher Besatzung, Kaboul Kitchen oder Fais pas ci, fais pas ça arbeiteten.
2014 nahm Fanny Herrero ein gescheitertes Projekt von Canal+ wieder auf (das ursprünglich von Dominique Besnehard und Nicolas Mercier entwickelt worden war) und schuf Call My Agent! (Dix pour cent), eine neue Serie von France 2 über das Milieu der Kunstagenten, bei der sie die Leitung des Autorenteams übernahm und in den ersten drei Staffeln als Showrunnerin fungierte. Ihre Arbeit an der Serie wurde bei der Verleihung der Globes de Cristal 2019 ausgezeichnet.
Im Jahr 2022 war sie Vorsitzende der Wettbewerbsjury beim 5. Canneseries Festival, als ihre neue Serie Drôle auf Netflix ausgestrahlt wird.

## Filmografie
- 2007: Fort comme un homme (Fernsehfilm) von Stéphane Giusti
- 2007: Fais pas ci, fais pas ça (Fernsehserie) – Staffel 5 (Episode 3)
- 2008: Crime Scene Riviera (Fernsehserie) – Staffel 3 (Episode 1)
- 2009: Les Bleus: Premiers pas dans la police (Fernsehserie) – Staffel 3 (Episoden 2, 5 und 6).
- 2010: Les Bleus: Premiers pas dans la police (Fernsehserie) – Staffel 4 (Folgen 1 bis 4).
- 2010: Un Village Français – Überleben unter deutscher Besatzung (Fernsehserie) – Staffel 3 (Folgen 3 und 10).
- 2012: Un Village Français – Überleben unter deutscher Besatzung (Fernsehserie) – Staffel 4 (Folgen 3 und 10).
- 2013: Odysseus – Staffel 1 (Folge 6).
- 2013: Un Village Français – Überleben unter deutscher Besatzung (Fernsehserie) – Staffel 5 (Folgen 9, 11 und 12).
- 2014: Kabul Kitchen (Fernsehserie) – Staffel 2
- 2014: Un Village Français – Überleben unter deutscher Besatzung (Fernsehserie) – Staffel 6
- 2015: Call My Agent! (Fernsehserie) – Staffel 1
- 2017: Call My Agent! (Fernsehserie) – Staffel 2
- 2018: Call My Agent! (Fernsehserie) – Staffel 3
- 2020: Call My Agent! (Fernsehserie) – Staffel 4
- 2022: Drôle (Mini-Fernsehserie)